# Rhacophorus orlovi
Rhacophorus orlovi är en groddjursart som beskrevs av Ziegler och Köhler 200. Rhacophorus orlovi ingår i släktet Rhacophorus och familjen trädgrodor. IUCN kategoriserar arten globalt som livskraftig. Inga underarter finns listade i Catalogue of Life.